# Cattedrali in Azerbaigian
Questa è una lista delle cattedrali dell'Azerbaigian.

## Cattedrali della Chiesa ortodossa russa
| Cattedrale                                                                  | Diocesi                             | Città | Immagine |
| --------------------------------------------------------------------------- | ----------------------------------- | ----- | -------- |
| Cattedrale delle Sante Mirrofore                                            | Eparchia di Baku e dell'Azerbaigian | Baku  |          |
| Cattedrale Alexander Nevsky Distrutta nel 1936 sotto la dittatura di Stalin | Patriarcato di Mosca                | Baku  |          |

## Cattedrali della Chiesa apostolica armena
| Cattedrale                 | Diocesi            | Città  | Immagine |
| -------------------------- | ------------------ | ------ | -------- |
| Cattedrale di Ġazančec'oc' | Diocesi di Artsakh | Shusha |          |